# My Own Prison
My Own Prison è il primo album del gruppo post-grunge statunitense Creed, pubblicato il 14 aprile 1997. Ha venduto più di sei milioni di copie negli Stati Uniti (sei volte disco di Platino), ha raggiunto la prima posizione delle classifiche della Nuova Zelanda.

## Tracce
1. Torn – 6:23
2. Ode – 4:57
3. My Own Prison – 4:58
4. Pity for a Dime – 5:29
5. In America – 4:58
6. Illusion – 4:37
7. Unforgiven – 3:38
8. Sister – 4:56
9. What's This Life For – 4:08
10. One – 5:02

## Formazione
- Scott Stapp - voce
- Mark Tremonti - chitarra, cori
- Brian Marshall - basso
- Scott Phillips - batteria, percussioni